# Arthur Linder

1932

Arthur Linder (* 26. Oktober 1904 in Lausanne; † 8. Februar 1993 bei Genf) war ein Schweizer Statistiker.
Im Jahr 1934 wurde Arthur Linder an der Universität Bern mit einer Arbeit zur Berechnung von Sterbetafeln promoviert. Ebenfalls in Bern habilitierte er sich 1938, und 1942 erhielt Linder einen Lehrauftrag für mathematische Statistik an der ETH Zürich.
1945 wurde er zum ausserordentlichen Professor für mathematische Statistik an die Universität Genf berufen, 1948 auch an die ETH in Zürich. 1956 erfolgte die Ernennung zum ordentlichen Professor für mathematische Statistik an der Universität Genf, 1969 desgleichen an der ETH in Zürich. 1966 wurde er zum Professor an der Universität Lausanne ernannt, wo er der medizinischen Fakultät angehörte.
1960 wurde Arthur Linder von der Universität Genf die Würde eines Dr. med. h. c. verliehen.

## Arthur-Linder-Preis
Zu Ehren von Arthur Linder wird alle zwei Jahre ein Preis an jüngere Mitglieder der Region Österreich-Schweiz (ROeS) der Internationalen Biometrischen Gesellschaft verliehen.